# Nattövning
Nattövning är en roman av den svenske författaren Eyvind Johnson utgiven 1938. 

## Handling
Romanen är en del av Eyvind Johnson arbete mot nazism och fascism, och kretsar kring en grupp människor med Johnsons alter ego Mårten Torpare som nav, vars öden sakta vävs samman. Romanen präglas av indignation över de starkt växande totalitära krafterna som dominerade det sena 1930-talets politiska spelplan, och avslutas med en tydlig appell att bekämpa fascismen med alla medel, även med vapen i hand.

## Mottagande
Vid sin utgivning på hösten 1938 blev romanen livligt diskuterad. Den behandlades av minst fyrtio recensenter varav ytterst få avstod från att ta ställning för eller emot tendensen. Den antinazistiska hållningen berömdes i en lång rad av arbetarrörelsens tidningar och även i en del liberala och konservativa organ. I Social-Demokraten framhöll Erik Blomberg att romanen var en stridsskrift av en ”socialistisk humanist” som förstått idéernas betydelse i kampen. En tongivande kritiker som Torsten Fogelqvist i Dagens Nyheter hörde dock till de kritiska. Han ansåg att felet med boken inte var att det saknade tendens, utan att denna inte var tillräckligt humanistiskt och att det hela ur konstnärlig synpunkt var ojämnt. I tyskvänliga tidningar som Göteborgs Morgonpost och Nya Dagligt Allehanda kritiserades romanen hårt.